# Cirripectes filamentosus
Cirripectes filamentosus es una especie de pez de la familia Blenniidae en el orden de los Perciformes.

## Morfología
• Los machos pueden llegar alcanzar los 9 cm de longitud total.

## Reproducción
Es ovíparo.

## Hábitat
Es un pez de mar y de clima tropical y asociado a los  arrecifes de coral que vive entre 0-20 m de profundidad.

## Distribución geográfica
Se encuentra desde el norte de Madagascar hasta el sur del Mar Rojo y el Golfo Pérsico, y desde el Mar de Andaman hasta Australia Occidental, las Islas Salomón y Taiwán.